# Linear Assicurazioni
Linear è una compagnia di assicurazione diretta. Fa parte di Unipol Gruppo S.p.A. e nasce in Italia nel 1996, affacciandosi al mercato assicurativo attraverso il sistema di vendita polizze auto via telefono. 

## Descrizione
Nasce in Italia nel 1996 affacciandosi al mercato assicurativo attraverso il sistema di vendita telefonico delle polizze auto. Nel 1999 inizia la vendita online tramite il proprio sito internet.
Dal 31 dicembre 2015 ha integrato la compagnia diretta Dialogo Assicurazioni, fondata dalla ex Fondiaria Sai (appartenente al Gruppo Unipol dal 2012).
Dal 30 giugno 2017 Linear è parte di UnipolSai Assicurazione S.p.A. Nel 2011 viene istituito l'Osservatorio Linear, che monitora e analizza il settore dell'automobile, dei trasporti in generale e dei suoi utenti, concentrando inoltre i suoi studi sull'educazione alla sicurezza stradale, la mobilità sostenibile, la social responsibility e le smart city. A tale scopo viene realizzata Tribù Linear, che permette ai propri clienti di mettersi in contatto tra loro.

## I prodotti
Linear, in Italia, è specializzata nella vendita diretta, per telefono e tramite internet, di polizze per i veicoli a motore e, dal 2005, di un prodotto multirischi per la casa.

## Iscrizioni e autorizzazioni
- 1996 - Autorizzata all'esercizio delle assicurazioni con provvedimento IVASS 18/06/1996 (G.U. 28/06/1996 – n. 150)
- Registro delle imprese di Bologna, Codice fiscale e partita IVA 04260280377 - R.E.A. n. 362005
- Iscritta all'Albo imprese di assicurazione e riassicurazione Sez. I al n. 1.00122